# 5652 Amphimachus
5652 Amphimachus è un asteroide troiano di Giove del campo greco. Scoperto nel 1992, presenta un'orbita caratterizzata da un semiasse maggiore pari a 5,2100933 UA e da un'eccentricità di 0,0757408, inclinata di 1,89851° rispetto all'eclittica.
L'asteroide è dedicato ad Anfimaco, guerriero acheo.